# NGC 218

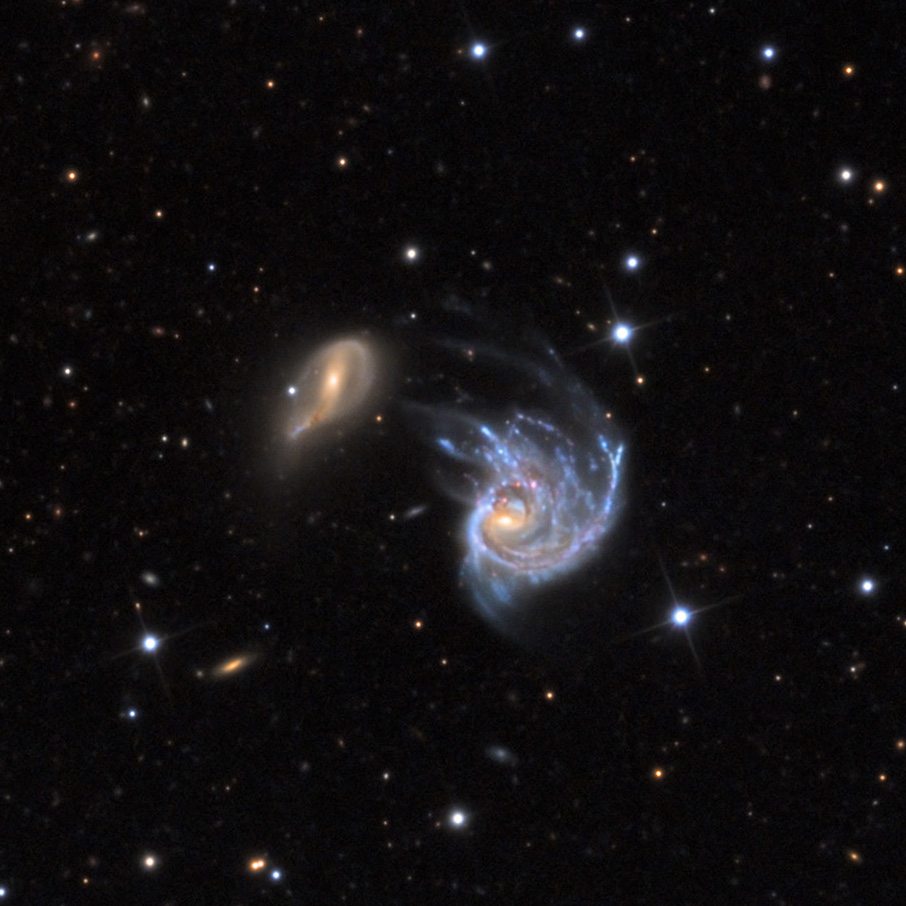
NGC 218 (dreapta) ineracționând cu PGC 2726

NGC 218 este o galaxie spirală din constelația Andromeda, situată la aproximativ 500.000.000 de ani lumină de Soare care interacționează cu galaxia PGC 2726.

## Descoperire
Galaxia NGC 218 a fost descoperită în 17 octombrie 1876, de către Édouard Stephan.